# ميريام وبستر
ميريام وبستر (بالإنجليزية: Merriam-Webster)‏ هي شركة أمريكية تهتم بنشر الكُتب المرجعية، وهي معروفة بسبب قواميسها بشكلٍ خاص.
في عام 1828، أسسَ جورج وتشارلز ميريام الشركة تحت اسم «شركة جي وسي ميريام» في سبرينغفيلد بولاية ماساتشوستس، وفي عام 1843 بعد وفاة نوح وبستر اشترت الشركة حقوق قاموس أمريكي للغة الإنجليزية من ملكية وبستر. جميع قواميس ميريام وبستر تتبع نسبتها إلى هذا المصدر.
في عام 1964، استحوذت شركة الموسوعة البريطانية على شركة ميريام وبستر كشركة فرعية تابعة لها، واعتمدت الشركة اسمها الحالي في عام 1982.

## وصلات خارجية
- ميريام وبستر على موقع Google Play (الإنجليزية)